# Quiabentia verticillata

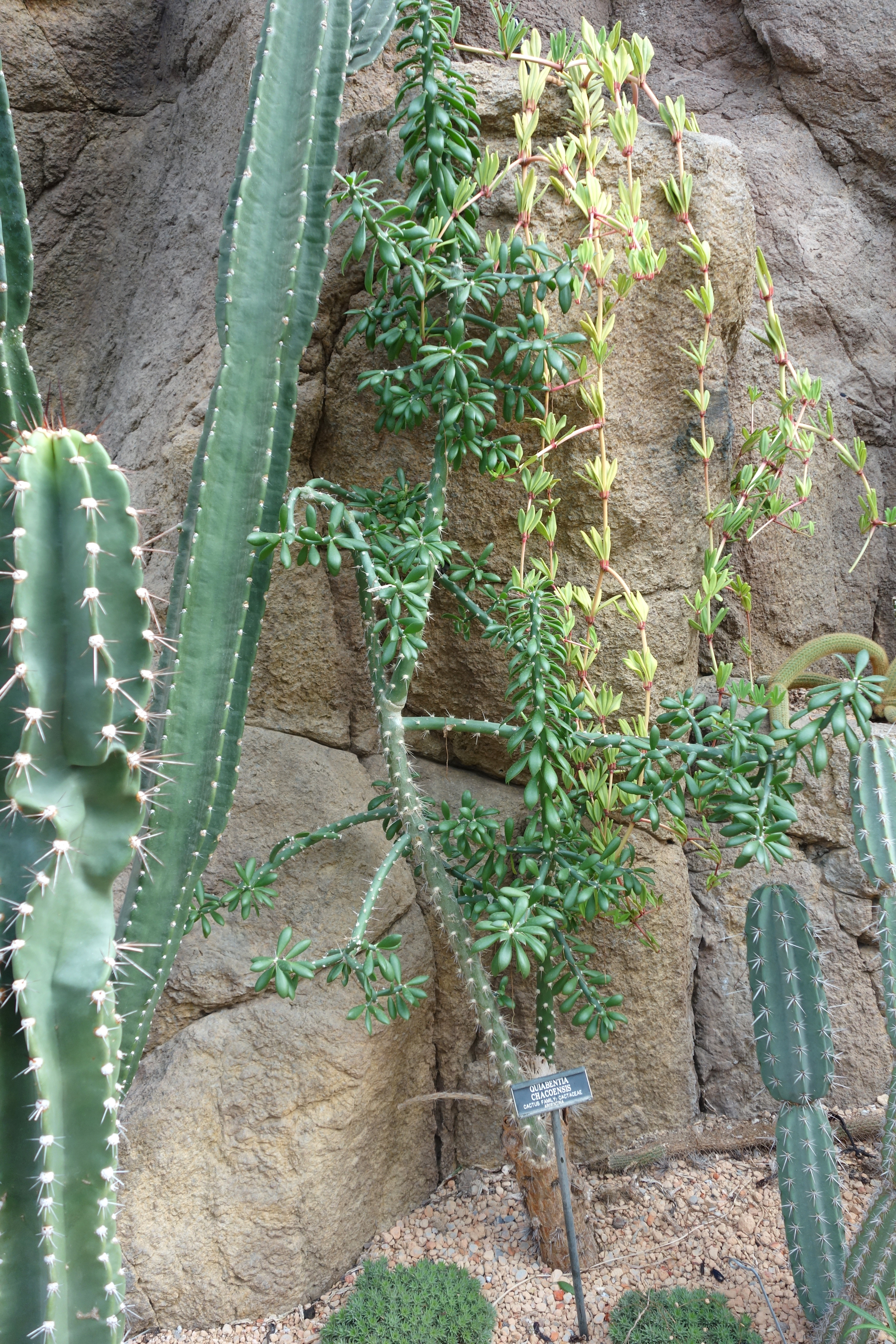
Imagem da planta

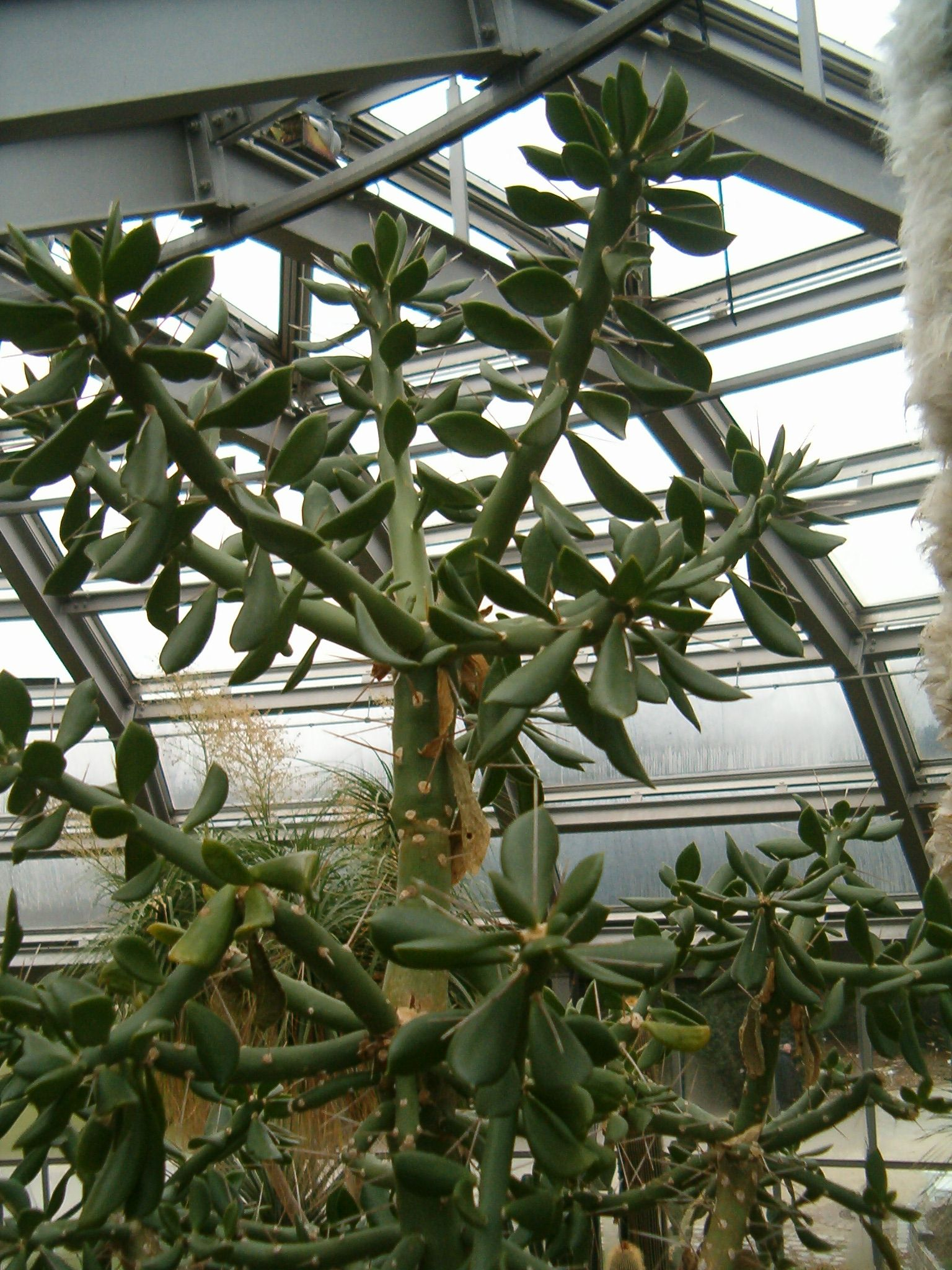
Galhos e folhas da planta

Quiabentia verticillata é uma espécie de planta fanerógama pertencente à família Cactaceae. É um endemismo da América do Sul.

## Descrição
Quiabentia verticillata cresce como uma árvore arbustiva e alcança o tamanho de 2 a 15 metros. Suas folhas de 4 a 5 centímetros de longo e de até 2 cm de largo  são ovaladas e lanceoladas. Estão equipadas com vários espinhos de 7 centímetros de comprimento. As flores são de cor vermelha brilhante de 1,5 centímetros de comprimento.

## Habitat
Esta espécie cresce naturalmente em Chaco, Formosa, Jujuy e Salta na Argentina; Cochabamba, Chuquisaca, Santa Cruz e Tarija na Bolívia; e no noroeste de Paraguai. Produz-se nas elevações de 0 a 1000 m. Esta espécie encontra-se nas zonas secas e baixas, às vezes associadas com Pereskia sacharosa. Cresce em solos argillosos.

## Taxonomia
Quiabentia verticillata foi descrita por (Vaupel) Borg e publicada em Kakteen em 1929.
Etimología
Quiabentia: nome genérico que deriva de um nome vernáculo brasileiro.
verticillata: epíteto latíno que significa "com verticilos"
Sinonimia
- Grusonia verticillata (Vaupel) G.d.rowley
- Pereskia pflanzii Vaupel
- Pereskia verticillata Vaupel
- Quiabentia chacoensis Backeb.
- Quiabentia chacoensis var. jujuyensis Backeb.
- Quiabentia pereziensis Backeb.
- Quiabentia pflanzii (Vaupel) Borg
- Quiabentia pflanzii (Vaupel) Vaupel ex Berger
- Quiabentia verticillata (Vaupel) Vaupel ex Berger[3]